# Neferirkare
Neferirkare was een koning van de 5e dynastie van Egypte. Hij was een broer van koning Sahoere en is ook bekend onder de namen Nefercheres (Manetho), Kakai (Abydos). Zijn naam betekent: "Mooi is alles van de ziel van Re" en "Re is verschenen".

## Biografie
Neferirkare was de derde farao uit de 5e dynastie van Egypte. Zijn regeringsperiode is onduidelijk omdat van de Steen van Palermo het betreffende fragment ontbreekt. 
Vlak bij zijn dodentempel werd een verborgen archief van administratieve papyrus ontdekt uit de tijd van Djedkare Isesi en Oenas. Een document is een brief van koning Djedkare naar de tempelpriesters die de dodentempel van Neferirkare bevoorraden met offers. 
De regering van Neferirkare viel uit de toon van het gebruikelijke beeld van de farao, hij gedroeg zich als een mild heerser. Zoals beschreven in een graftombe in Giza raakte Rawer, een oudere adelman en een man van het hof, per ongeluk de staf aan tijdens een religieuze ceremonie. Dit misdrijf werd gewoonlijk bestraft met de dood of verbanning van het hof omdat de farao de levende god was. Maar Neferirkare verontschuldigde Rawer en beloofde dat hem niks gedaan zou worden.
Hij heeft een piramide kunnen bouwen maar zijn tempels niet kunnen voltooien. 
Van de koning is bekend dat hij de eerste was die een nomen en praenomen-naam had, een gebruik dat later traditie werd bij de koningen van Egypte. In de piramide van Neferirkare is een papyrus gevonden met erop de eerste beginselen van Hiëratisch schrift.

## Bouwwerken
- Piramide-complex in Aboesir
- Een mogelijke zonnenheiligdom

## Galerij

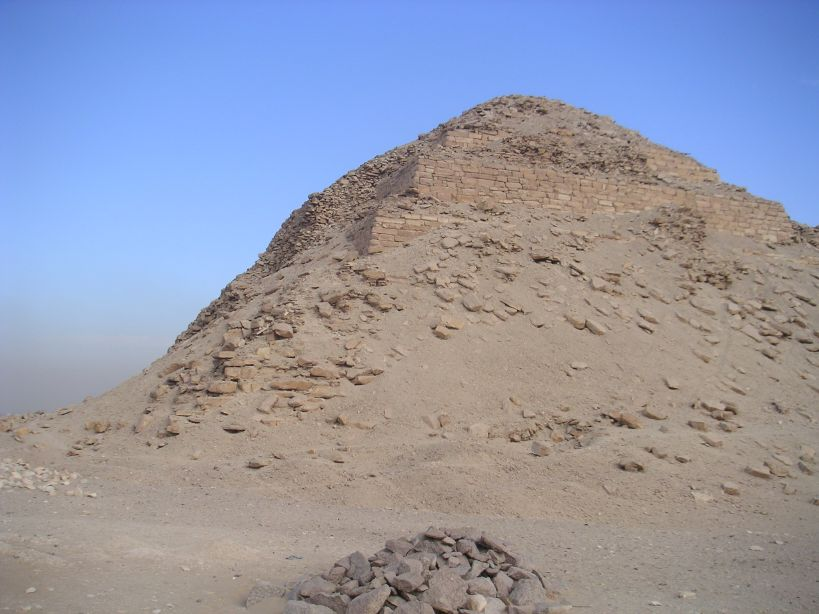
Piramide van Neferirkare